# Handzlówka
Handzlówka ist eine Ortschaft mit einem Schulzenamt der Landgemeinde Łańcut im Powiat Łańcucki der Woiwodschaft Karpatenvorland in Polen.

## Geographie
Der Ort liegt im Dynów-Gebirge, am rechten Wisłok-Zufluss Sawa (auch Głuchówka genannt) etwa 8 Kilometer südlich von Łańcut und 17 Kilometer südöstlich von Rzeszów.
Nachbarorte sind Albigowa im Norden, Husów im Osten, Zabratówka im Süden sowie Wola Rafałowska im Westen.

## Geschichte
Im späten 14. Jahrhundert entstand um die Stadt Łańcut eine geschlossene deutsche Sprachinsel (später Walddeutsche genannt, die bis zum 18. Jahrhundert polnischsprachig wurden), von etwa zehn Dörfern, darunter auch das Dorf Handzlówka. Es wurde im Jahr 1384 als Henselshow erstmals urkundlich erwähnt, aber diese Erwähnung wurde oft mit dem früheren Langyn Aw (1381) verwechselt. Der deutsche Rodungsname (modern -hau) wurde später mit der polnischen besitzanzeigenden diminutiven Form -ówka ersetzt. Der örtliche Wald Stenayland wurde im Jahr 1638 erwähnt (Praterea sylvam dictam Federe Stenayland das Farrers tunc ademptam esse). Dieser schon entstellte Name tauchte neben vorherrschenden Namen Bąkówka im Jahr 1721 auf (Item possidet a tempore immemorabili pratum in Sylva olim germanicae Ferder Sztenay Landesfarnes nuncupata hodie vero vulgo Bąkówka dicta), aber nicht im Jahr 1744.
Bei der Ersten Teilung Polens kam Handzlówka 1772 zum neuen Königreich Galizien und Lodomerien des habsburgischen Kaiserreichs (ab 1804). Nach der Aufhebung der Patrimonialherrschaft mit Leibeigenschaft bildete es ab 1850 eine Gemeinde im Bezirk und Gerichtsbezirk Łańcut.
1918, nach dem Ende des Ersten Weltkriegs und dem Zusammenbruch der k.u.k. Monarchie, kam der Ort zu Polen. Unterbrochen wurde dies nur durch die Besetzung Polens durch die Wehrmacht im Zweiten Weltkrieg.
Von 1975 bis 1998 gehörte Handzlówka zur Woiwodschaft Rzeszów.